# Вотсон Вошберн
Вотсон Вошберн (англ. Watson Washburn; 13 червня 1894 — 2 грудня 1973) — колишній американський тенісист.
Досягнув 5-те місце в рейтингу США.
Найвищим досягненням на турнірах Великого шолома були фінали в парному розряді.
Завершив кар'єру 1937 року.

## Фінали турнірів Великого шолома

### Парний розряд (3 поразки)
| Результат | Рік  | Турнір                     | Покриття | Партнер               | Суперники                      | Рахунок                  |
| --------- | ---- | -------------------------- | -------- | --------------------- | ------------------------------ | ------------------------ |
| Поразка   | 1921 | Національний чемпіонат США | Трава    | Річард Норріс Вільямс | Вінсент Річардс Білл Тілден    | 11–13, 10–12, 1–6        |
| Поразка   | 1923 | Національний чемпіонат США | Трава    | Річард Норріс Вільямс | Браян Нортон Білл Тілден       | 6–3, 2–6, 3–6, 7–5, 2–6  |
| Поразка   | 1924 | Вімблдонський турнір       | Трава    | Річард Норріс Вільямс | Френсіс Гантер Вінсент Річардс | 3–6, 6–3, 10–8, 6–8, 3–6 |